# Dannemois
Dannemois település Franciaországban, Essonne megyében. Lakosainak száma 854 fő (2022. január 1.). Dannemois Soisy-sur-École, Courances, Cély, Moigny-sur-École és Videlles községekkel határos.

## Népesség
A település népességének változása:
| Lakosok száma | 846  | 831  | 830  | 822  | 820  | 822  | 833  | 843  | 854  |
|               | 2013 | 2015 | 2016 | 2017 | 2018 | 2019 | 2020 | 2021 | 2022 |